# Roc de l'Escloper
El Roc de l'Escloper és una muntanya de 1.377 metres que es troba al municipi de Josa i Tuixén, a la comarca de l'Alt Urgell.